# Saint-Véran
Saint-Véran (okzitanisch Sant Veran) ist eine französische Gemeinde mit 165 Einwohnern (Stand 1. Januar 2022) im Département Hautes-Alpes in der Region Provence-Alpes-Côte d’Azur. Sie gehört zum Arrondissement Briançon und zum Kanton Guillestre. Der Ort ist die höchstgelegene Gemeinde Europas, außerdem gehört er zu den Plus beaux villages de France, den schönsten Dörfern Frankreichs.

## Geographie
Die Gemeinde liegt 51 Kilometer südöstlich von Briançon (auf der Straße über den Col d’Izoard, Luftlinie ca. 30 km), in der Landschaft Queyras nahe der italienischen Grenze.
Mit seiner Höhe von 2040 Metern ist Saint-Véran die höchstgelegene Gemeinde Europas, für das Ortszentrum mit Kirche und Rathaus sind 2042 Meter angegeben. Das gesamte Gemeindegebiet erstreckt sich auf einer Höhe von 1756 bis 3175 Meter. (Einzelne kleinere Siedlungen, wie etwa der Weiler Juf in der Schweiz, liegen noch höher, sind aber keine politisch selbständigen Gemeinden.) 
Der Ort liegt im Zentrum des Regionalen Naturparks Queyras.

## Bevölkerungsentwicklung
| 1962 | 1968 | 1975 | 1982 | 1990 | 1999 | 2006 | 2016 |
| ---- | ---- | ---- | ---- | ---- | ---- | ---- | ---- |
| 236  | 220  | 232  | 275  | 257  | 267  | 286  | 236  |

## Wappen
Wappenbeschreibung: In Grün ein schwarzer rot gezungter und rot geständerter Adler mit schwarzen Waffen.

## Sehenswürdigkeiten
- Die Veranus von Cavaillon geweihte Kirche im Dorfzentrum steht unter nationalem Denkmalschutz. Auffällig sind die beiden Löwenplastiken an der Fassade. Einer der Löwen hat ein kleines Kind zwischen seinen Pranken. Im Innern finden die Besucher einige Holzstatuen, die von Einheimischen erschaffen wurden und mehrheitlich Heilige repräsentieren.
- Im Dorf verstreut gibt es an die 20 Wandsonnenuhren aus der Renaissancezeit.
- 1974 wurde ein Observatorium errichtet, das seit 1990 Freizeitastronomen zur Verfügung steht.
- In einer alten Blockhütte ist ein Museum über das bäuerliche Leben im 19. und 20. Jahrhundert untergebracht.

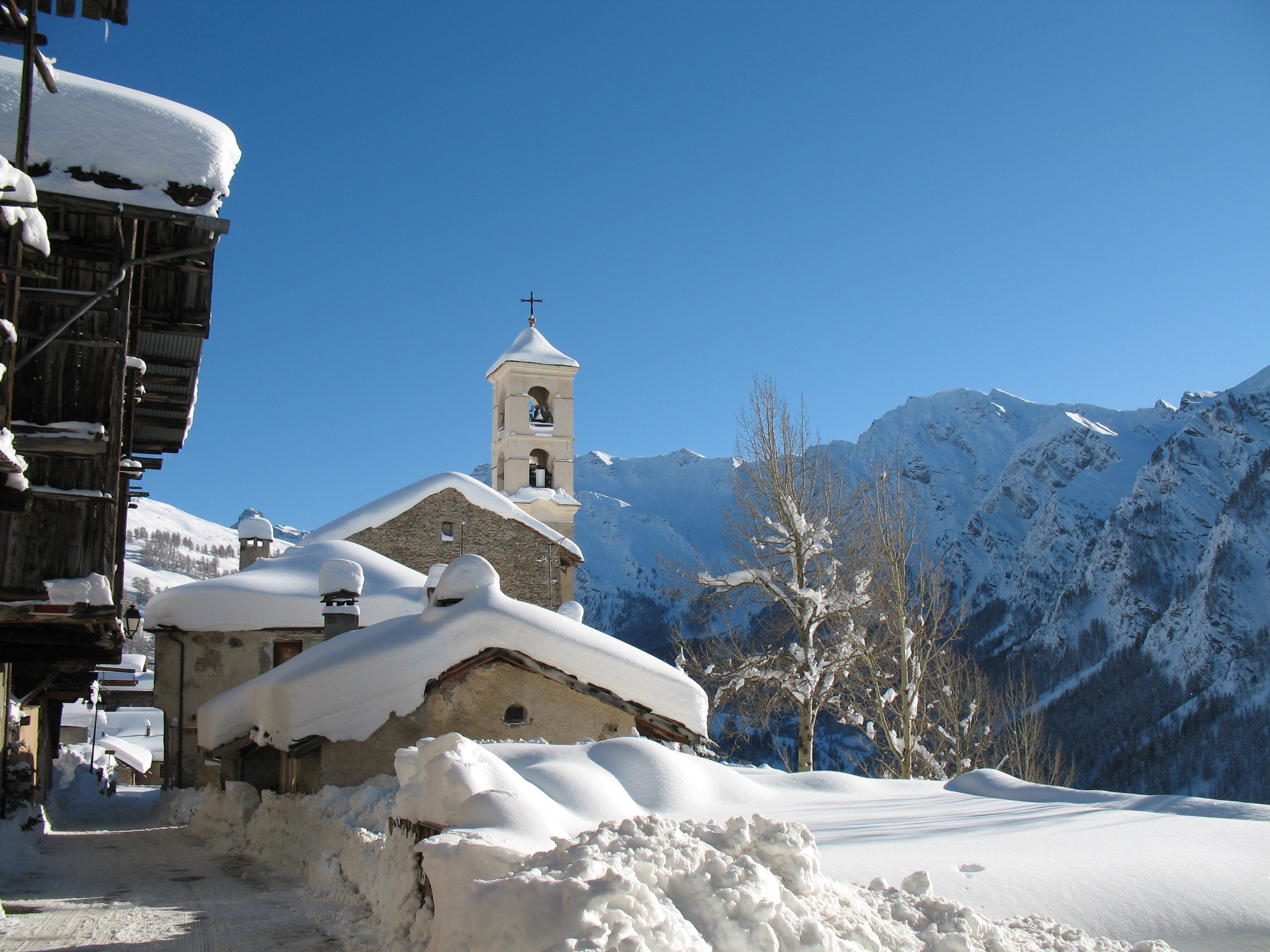
Protestantische Kirche
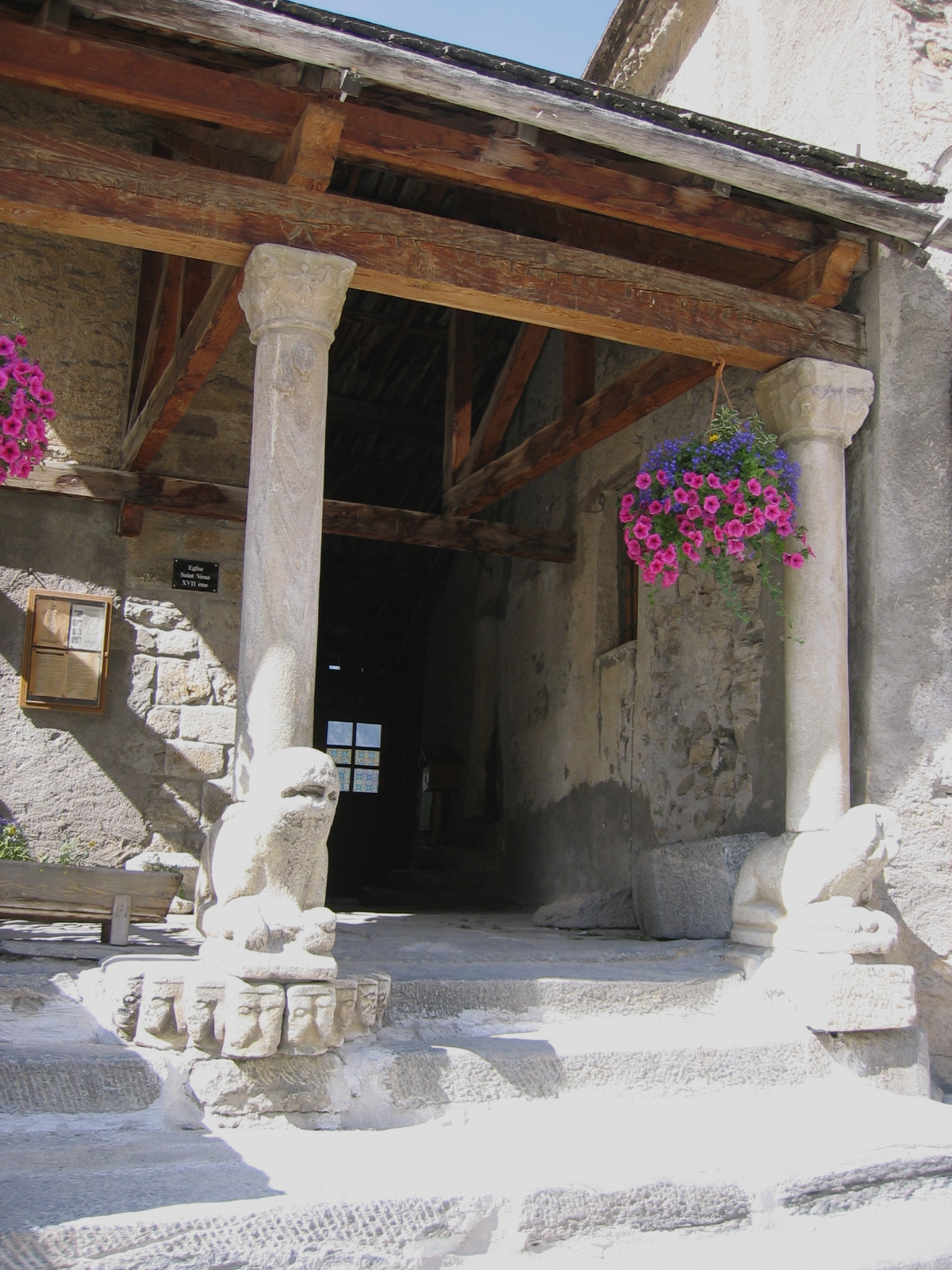
Kapitelle am Eingang der Kirche
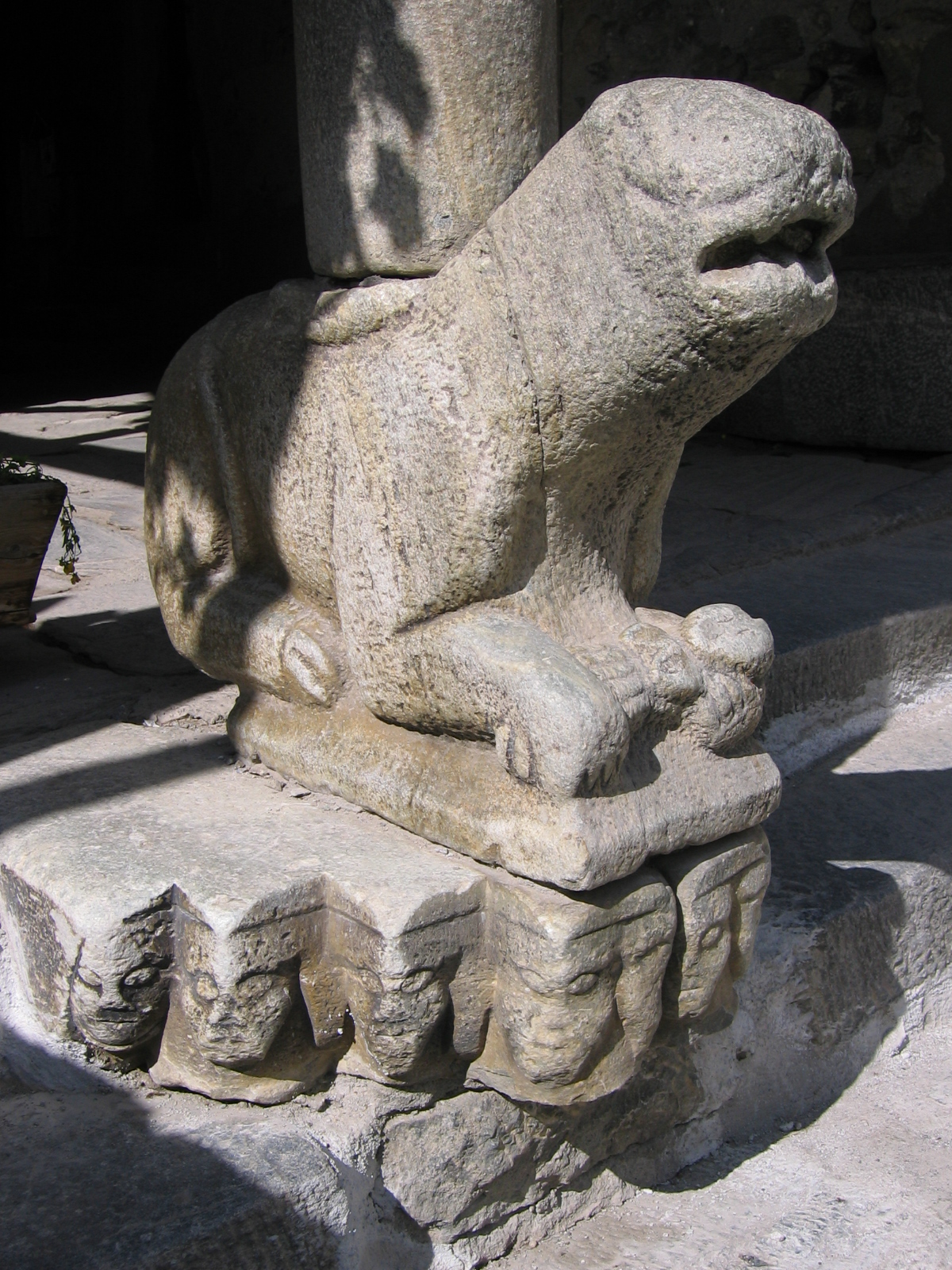
Löwenskulptur

## Tourismus
Das alpine Dorf lebt heute vorwiegend vom Tourismus: im Sommer durch Weitwanderwege wie der GR 58, im Winter durch das Skigebiet vom Wintersport.